# Himerta luteofacia
Himerta luteofacia är en stekelart som beskrevs av Leblanc 1989. Himerta luteofacia ingår i släktet Himerta och familjen brokparasitsteklar. Inga underarter finns listade i Catalogue of Life.